# Guillermo Pardo
Pour les articles homonymes, voir Pardo et Jaramillo.
Guillermo Pardo Jaramillo (Lima, 19 décembre 1909 – 9 juillet 1960) est un footballeur péruvien. Il évoluait au poste de défenseur.

## Biographie
Guillermo Pardo forme la charnière centrale du Sport Boys de Callao – en compagnie de Raúl Chappell – qui remporte deux championnats du Pérou en 1935 et 1937. En 1938, il rejoint le Deportivo Municipal de Lima où il remporte un troisième championnat personnel la même année. Il y met un terme à sa carrière en 1940.
Même s'il ne compte aucune sélection en équipe du Pérou, il intègre la liste de joueurs participant aux Jeux olympiques de 1936 à Berlin. 

## Palmarès
| Sport Boys - Championnat du Pérou (2) : - Champion : 1935 et 1937. |  | Deportivo Municipal - Championnat du Pérou (1) : - Champion : 1938. |